# Invektivität
Invektivität (von lateinisch invehi „jemanden anfahren“) bezeichnet als Überbegriff alle Aspekte von Kommunikation, die dazu geeignet sind, herabzusetzen, zu verletzen oder auszugrenzen. Ob und wie sehr sie das tun, wird oft erst aus der Anschlusskommunikation deutlich, d. h. daraus, wie hinterher über die erfolgte Kommunikation gesprochen wird. Phänomene der Schmähung, Beschimpfung und Beleidigung stellen dabei zentrale menschliche Kommunikationsformen dar, die produktive wie destruktive Funktionen haben können.

## Historische Beispiele
Die konkreten Erscheinungsformen von Invektivität können sich kulturell und historisch unterschiedlich ausprägen:
- In der römischen Antike war die Invektive u. a. auch eine Kunstform, in deren Vordergrund die Virtuosität stand. Kunstfertige Beleidigungen galten auch als Ausdruck von Bildung. Der schmähende Tadel galt in der rhetorischen Ausbildung als Gegenteil der Lobrede und wurde auch im Unterricht vermittelt.[3]
- Im Humanismus verwendeten Intellektuelle persönliche Herabsetzungen, um sich nach außen sichtbar als eigene Gruppe zu konstituieren, aber auch, um Konflikte untereinander in elaborierter Form auszutragen.[4]
- Aktuell gelten z. B. Hate Speech, Shitstorms oder Bodyshaming als wichtige Phänomene, die unter den Überbegriff Invektivität fallen.[5][6]